# Centrodora penthimiae
Centrodora penthimiae är en stekelart som beskrevs av Annecke 1965. Centrodora penthimiae ingår i släktet Centrodora och familjen växtlussteklar. Inga underarter finns listade.